# Liberación o La humanidad se libera de la miseria
Liberación o La humanidad se libera de la miseria es un mural pintado por Jorge González Camarena en 1963 que se encuentra resguardado en el Palacio de Bellas Artes de la Ciudad de México.

## Descripción
González Camarena realizó una recreación del desaparecido mural Díptico para la vida realizado en 1941 en el edificio Guardiola del Banco de México. Esta vez realizó la composición en tres secciones evolutivas que muestran una interpretación plástica de la Historia de México.
La obra es una composición dividida en tres secciones que muestran una interpretación plástica de la historia de México. La primera parte aborda la esclavitud y critica las políticas agrarias posteriores a la Revolución Mexicana al utilizar la figura de un campesino en un ataúd atado con cuerdas y una mujer con diversos tatuajes en el cuerpo que son símbolos de los prejuicios y prohibiciones. En la segunda sección sucede un acto de liberación en el que varios hombres se quitan las ataduras en representación de toda la humanidad. La tercera y última sección una mujer mestiza con una semilla de maíz que es símbolo de sabiduría y vida va en dirección a la liberación espiritual.
El mural fue hecho por encargo de Miguel Álvarez Acosta y es una de las obras más interesantes de González Camarena, de significado más profundo en su vasta obra pictórica.

## Interpretaciones
En el mural Liberación convergen las convicciones estéticas y las ideas políticas del pintor y permite varias posibilidades de lectura visual aunque hay un acuerdo en que se trata de una interpretación de la esclavitud física y moral del hombre y la mujer que son capaces de liberarse mediante el conocimiento y la verdad. En este sentido González Camarena propone una liberación espiritual, no mediante la violencia revolucionaria, gracias a la eliminación de la ignorancia y por medio de romper las ataduras ideológicas de cualquier tipo, de esta forma el artista rechazó el arte revolucionario representado por los llamados "tres grandes" del movimiento muralista (José Clemente Orozco, Diego Rivera y David Alfaro Siqueiros).